# Germanes Hospitalàries del Sagrat Cor de Jesús
Les Germanes Hospitalàries del Sagrat Cor de Jesús, en castellà Hermanas Hospitalarias del Sagrado Corazón de Jesús, és un institut religiós femení de dret pontifici, concretament una congregació religiosa de germanes fundada a Ciempozuelos el 1881. Les seves membres posposen al nom les sigles H.S.C.

## Història
La congregació fou fundada el 31 de maig de 1881 per atendre el nou hospital psiquiàtric femení de Ciempozuelos (Madrid). Els fundadors van ésser el pare Benedetto Menni (1841-1914), de l'Orde Hospitalari de Sant Joan de Déu i fundador de l'hospital, i les dues religioses granadines María Josefa Recio i María Angustias Giménez Vera. Els tres fundadors van sentir la necessitat de crear una institució que donés resposta a la situació d'abandonament sanitari i d'exclusió social que vivien els malalts mentals, especialment les dones.
L'institut fou aprovat per l'arquebisbe de Toledo el 27 de setembre de 1882; va rebre el  decretum laudis el 25 de juliol de 1892 i l'aprovació definitiva de la Santa Seu el 28 de novembre de 1901. Les constitucions van ésser aprovades definitivament el 16 de març de 1908 per Pius X.
Entre 1881 i 1903, van fundar-se quinze hospitals psiquiàtrics arreu d'Espanya, configurant la primera xarxa assistencial en el camp de la salut mental, suplint la manca d'interès de l'administració pública. L'èxit de l'obra va venir donat per una bona gestió financera, al començament basada en les donacions dels benefactors, i una gestió del personal, especialment format, molt encertada. Les institucions hospitaleres, a més, establien convenis amb les diputacions provincials per fer-se càrrec d'aquest tipus de malalts en la demarcació. Així, l'hospital atenia tota mena de malalts. En destaca la teràpia ocupacional que seguien.

## Activitat i difusió
La congregació continua amb el seu objectiu fundacional: el treball en hospitals i l'assistència als malalts, discapacitats i gent gran, especialment els malalts mentals. En aquest sentit, va ésser el primer institut religiós dedicat prioritàriament a aquest tipus de trastorns.
Són presents en estats europeus (França, Regne Unit, Itàlia, Portugal i Espanya), africans (Camerun, Congo, Ghana, Libèria i Moçambic), asiàtics (Filipines, Índia i Vietnam) i de l'Amèrica Llatina (Argentina, Bolívia, Brasil, Xile, Colòmbia, Equador, Mèxic, Perú i Uruguai): La seu general és a Roma.
En començar el 2010, la congregació comptava 1.217 religioses en 110 cases, i 7.656 col·laboradors seglars.